# Matylda Matoušková
Matylda Matoušková-Šínová (Brno, 29 marzo 1933) è un'ex ginnasta cecoslovacca, dal 1993 ceca.

## Palmarès

### Olimpiadi
- 2 medaglie:
  - 1 argento (Roma 1960 a squadre)
  - 1 bronzo (Helsinki 1952 a squadre)